# Manual de identidad corporativa
El manual de identidad corporativa es un documento en el que se diseñan las líneas maestras de la imagen de una compañía, servicio, producto o institución. En él, se definen las normas que se deben seguir para imprimir la marca y el logotipo en los diferentes soportes internos y externos de la compañía, con especial hincapié en aquellos que se mostrarán al público. 
El manual describe los signos gráficos escogidos por la compañía para mostrar su imagen, así como todas sus posibles variaciones: forma, color, tamaño, etc. En el mismo, se explica su forma, oportunidad y lugar de utilización mediante la inclusión de ejemplos gráficos. Se muestran también las normas prohibitivas de sus aplicaciones. También se incluyen los colores y las tipografías corporativas, incluyendo cada familia tipográfica y los tamaños admitidos, así como su empleo en cursiva y negrita.

## Los contenidos del manual se agrupan básicamente en dos grandes capítulos
- Normas básicas de construcción y desarrollo de la identidad corporativa.
- Aplicación del logotipo en las distintas plataformas de comunicación: 
  - papelería que tiene que tener un estilo homogéneo: papel de carta, sobres, facturas, albaranes, tarjetas de visita
  - señalética: carteles, indicadores
  - internet: página web, redes sociales
  - parque móvil: camiones, furgonetas de reparto, etc.
  - uniformes del personal
  - merchandising, regalos de empresa
  - otros, dependiendo de los requerimientos de la institución.

### Desarrollo del Manual de Identidad corporativa
Dentro de un manual de imagen corporativa hay componentes que serán de mucha ayuda para desarrollar un manual de la mejor manera, dando una identidad corporativa reconocida. Como lo son: 

#### Objetivo
Toda empresa o marca necesita tener un objetivo claro, más allá de generar ventas, es importante determinar en qué se diferencia del resto y cómo los usuarios pueden involucrarse en este objetivo. No se trata solo de promesa, también se trata de definir la posición que tiene en relación con el resto de la competencia.

#### Consistencia
La consistencia es muy relevante dentro del manual de imagen corporativa, Si cuentas con distintas plataformas digitales y terminas creando un tipo de contenido que no se relaciona con lo que haces o lo que quieres mostrar, termina confundiendo a los usuarios o consumidores.

#### Emoción
La emoción es fundamental dentro de lo que quiere transmitir una marca, es así cómo se logra conectar con cada una de las personas y formar un vínculo fuerte entre la marca y el usuario o consumidor.

#### Flexibilidad
La idea principal de la flexibilidad es producir ajustes de marketing para generar más interés en cada usuario y poder diferenciarte de una mejor forma de la competencia.

#### Deja que tus empleados participen
Dentro del manual de imagen corporativa, tenga en cuenta como los usuarios pueden percibir la marca, ya que si se tiene contacto directo con los usuarios, los trabajadores puedan entender y esparcir el mensaje que se quiere transmitir para que también lo expresen de la mejor manera a la hora de estar en constante interacción con los consumidores.

#### Lealtad
Si los usuarios o consumidores se han tomado el tiempo de hablar de la marca, compartirla e incluso recomendarla, es importante también ser leal a ellos con lo que se transmite y puedan llenarlos de muchos más beneficios.

#### Reconocer la competencia
La competencia es un desafío constante, se debe tomar como un referente para mejorar y seguir creciendo en cuanto al valor general de la marca. Ya que se encuentran en el mismo sector y buscando el mismo tipo de clientes o consumidor, así que es importante saber qué es lo que hacen.